# Spaser
Lo Spaser (acronimo inglese per surface plasmon amplification by stimulated emission of radiation in italiano: amplificazione di plasmoni di superficie con emissione stimolata di radiazione) è il corrispettivo di un laser a livello nanometrico con le quasiparticelle dette plasmoni.

## Storia
Il fenomeno ha origine da una sorgente di campi ottici a livello nanometrico ancora in fase di studio e descritto per la prima volta da Bergman e Stockman nel 2003.
Il primo dispositivo in grado di produrre uno spaser è stato annunciato dall'Università dello stato di Norfolk, dalla Purdue University e dalla Cornell University nell'agosto 2009 .

## Applicazioni
- Applicazioni, sonde e microscopi di scala nanometrica.